# Xerxes-Kanal
Der Xerxes-Kanal (griechisch Διώρυγα του Ξέρξη (f. sg.), vgl. altgriechisch ἡ τοῦ Ξέρξου διῶρυξ  (f. sg.)) war ein vom persischen Großkönig und Pharao Xerxes I. angelegter und schiffbarer Kanal auf der Halbinsel Chalkidiki der heutigen griechischen Verwaltungsregion Zentralmakedonien. Heute ist der Kanal verlandet, seine Lage ist am Boden kaum noch, auf Satellitenaufnahmen aber gut zu erkennen.

## Geografie
Der Kanal führte am Isthmus der Halbinsel Athos unmittelbar östlich der heutigen Ortschaft Nea Roda vom Golf von Ierissos im Norden zum Singitischen Golf im Süden unmittelbar westlich der Ortschaft Trypiti. Er trennte damit die Halbinsel Athos (3. „Finger“) von der übrigen Halbinsel Chalkidiki („Handteller“) ab. Der Kanal hatte eine Länge von etwa 2200 Metern und eine Breite von ungefähr 30 Metern.
→ Siehe auch: Kanal von Potidea, am 1. „Finger“ der Chalkidiki

## Geschichte
Herodot schildert in seinen Historien über die Perserkriege, dass der unter Dareios I. dienende persische Feldherr Mardonios bei seinem Feldzug gegen Thrakien und Makedonien (492 v. Chr.) einen großen Teil seiner Flotte bei der Umrundung des Berges Athos in einem Sturm verlor.
Bei der Vorbereitung seines Feldzuges gegen die Griechen (480 v. Chr.) veranlasste Xerxes I. deshalb den Bau eines Kanals durch den Isthmus von Athos, um eine Wiederholung dieser Katastrophe zu vermeiden. Die Bauarbeiten unter Bubares und Artachaies dauerten drei Jahre. Die Arbeitskräfte wurden aus den verschiedensten Völkern und aus der Umgebung des Berges Athos zwangsrekrutiert. Zunächst begann man mit den Kanalarbeiten entlang einer über den Isthmus gezogenen Linie, indem der Aushub von den Arbeitern an der Grabensohle in einer Art Eimerkette zu anderen Arbeitern nach oben befördert wurde. Da dabei zunächst fast senkrechte Böschungen gebaut wurden, rutschte die Erde häufig nach, so dass der Aushub wieder von vorn beginnen musste. Erst die am Bau eingesetzten Phönizier fanden die richtige Methode, indem sie den Aushub auf der doppelten Breite des Kanals begannen und mit zunehmender Tiefe enger werden ließen. Die Breite von 30 m wurde gewählt, um die Fahrt von zwei Triremen nebeneinander zu ermöglichen.
Herodot meinte dazu, dass Xerxes mit dem Kanalbau eher seine Macht und Größe demonstrieren und sich ein Denkmal setzen wollte, da man die Schiffe ebenso gut über Land hätte ziehen können.

## Archäologische Untersuchungen
Untersuchungen durch britische und griechische Archäologen und Geophysiker 1991 bis 2001 erbrachten den Nachweis der Existenz des Kanals, die lange angezweifelt worden war. Der Kanal wurde demnach fertiggestellt, aber nach dem Feldzug wohl nicht mehr benutzt und verfiel deshalb bald danach.